# Porte d'Italie (metropolitana di Parigi)
Porte d'Italie è una stazione della linea 7 della metropolitana di Parigi (sulla diramazione Mairie d'Ivry).

## Storia

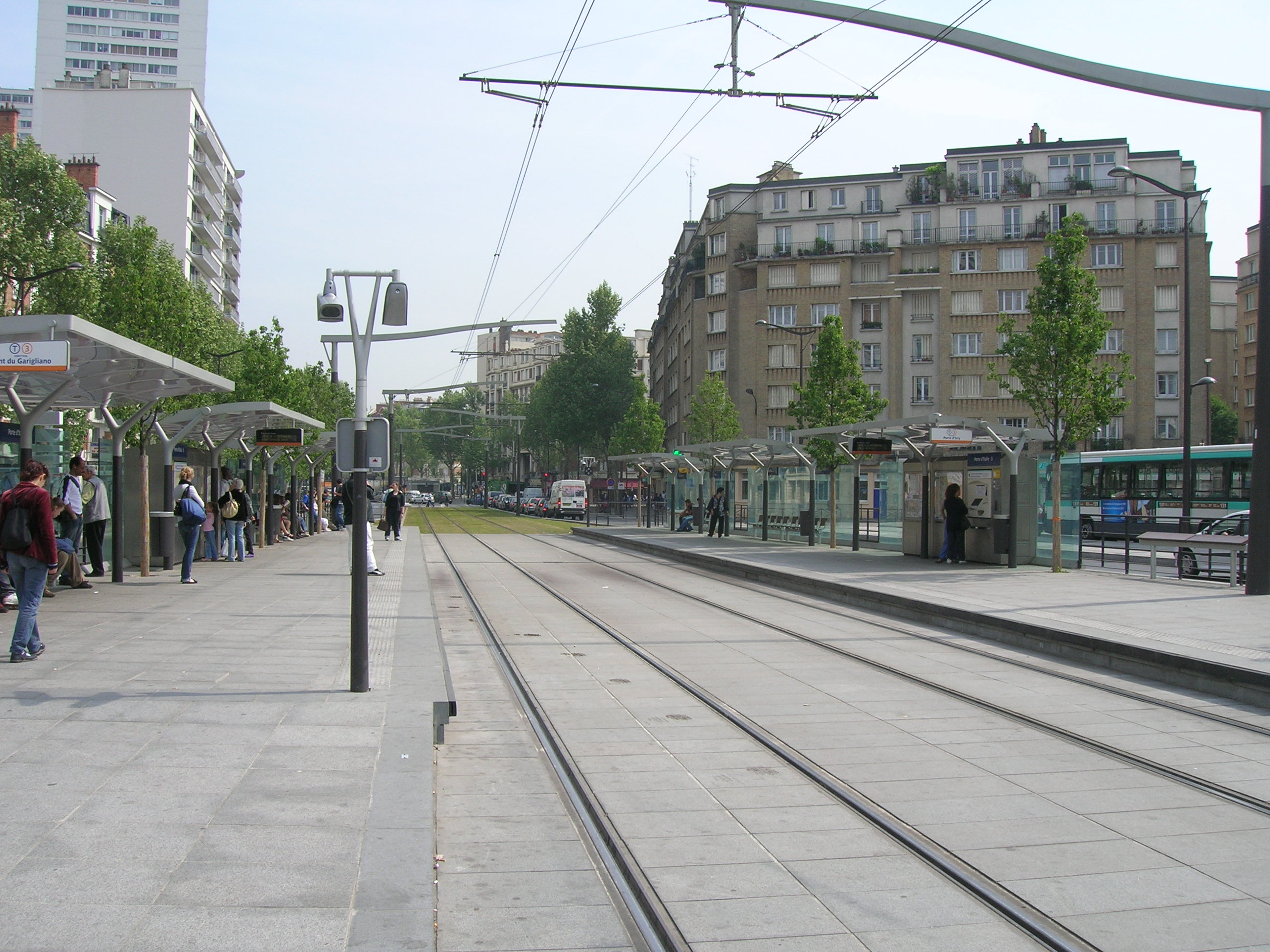
La stazione del tram

- La stazione venne inaugurata il 7 marzo 1930 in occasione del prolungamento della linea 10 fino alla Porte de Choisy.
- Successivamente su di essa venne istradata la linea 7.

## Accessi
- Square Hélène Boucher: due scale sul boulevard Masséna, davanti alla piazza
- Boulevard Masséna: due scale mobili al 166, boulevard Masséna e all'angolo dell'avenue d'Italie
- Avenue d'Italie: scala al 190, avenue d'Italie
- rue Fernand Widal: uscita in direzione Mairie d'Ivry, scale e scala mobile all'angolo con rue Fernand Widal

## Interconnessioni
- Bus RATP -  47, 131, 184, 185, 186
- Noctilien - N15, N22, N120